# Lippe (flod)

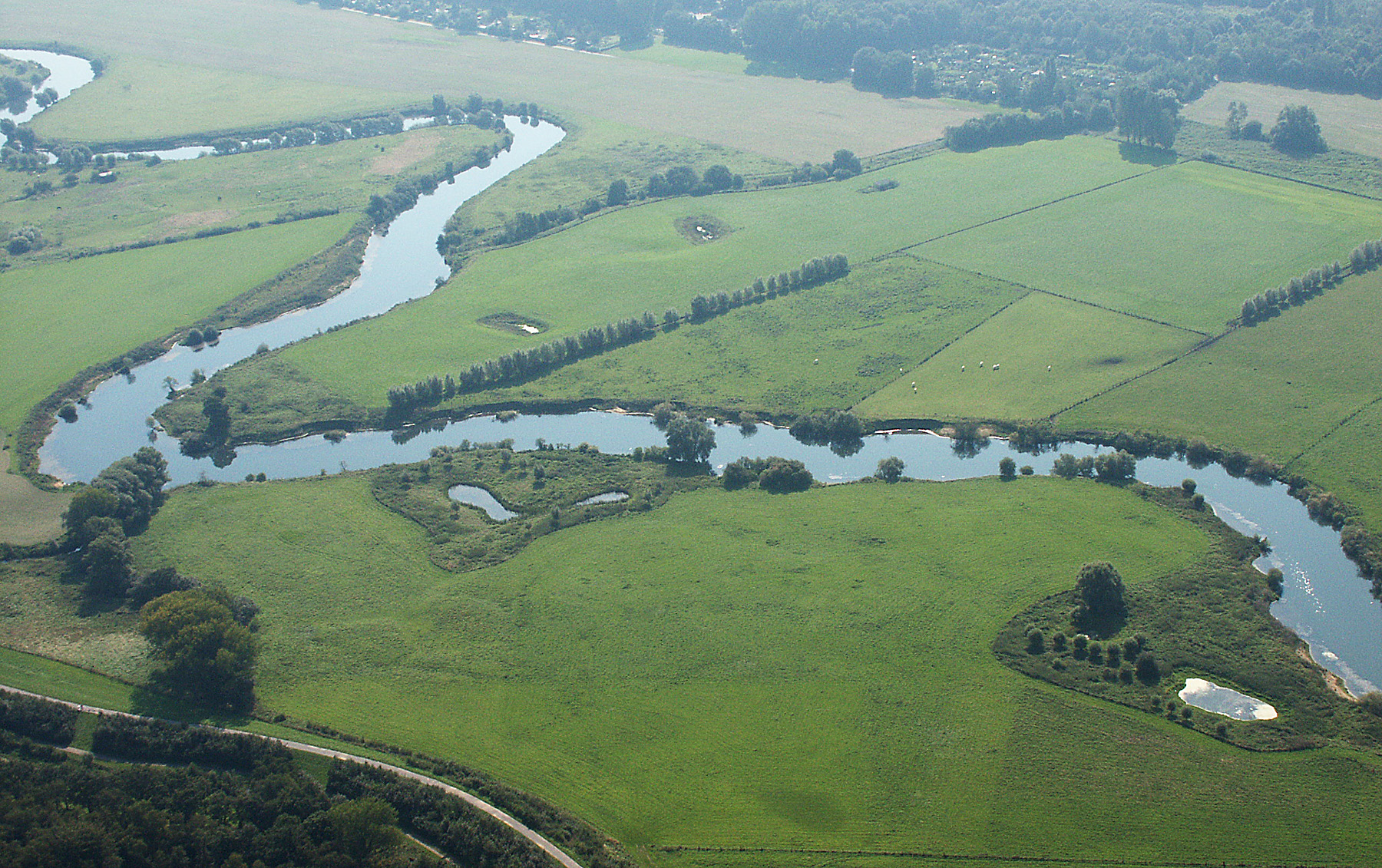
En flygbild över Lippe väster om Lünen.

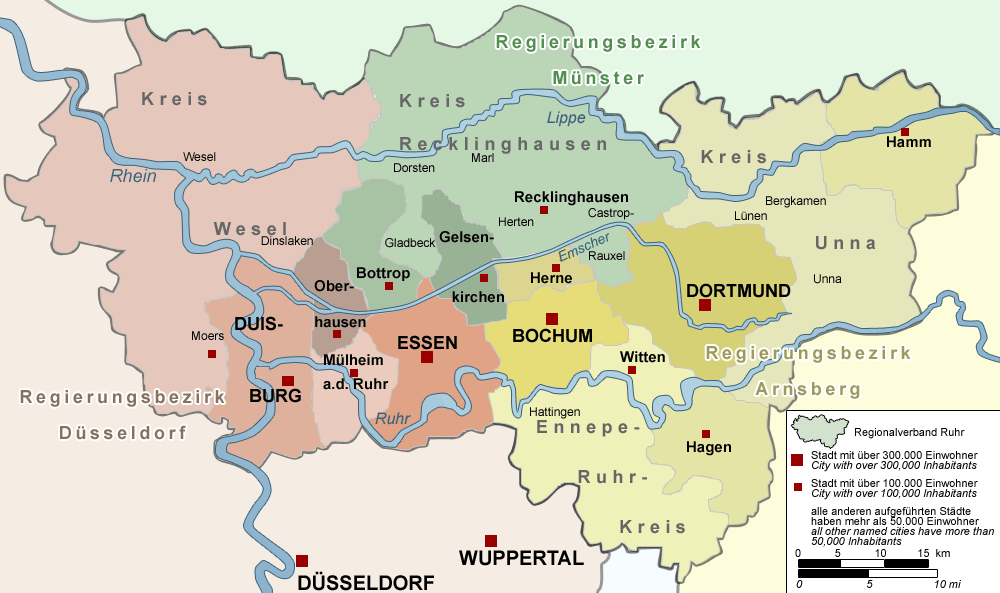
Karta över Lippes lopp (den övre floden på kartan).

För andra betydelser, se Lippe.
Lippe är en 255 km lång högerbiflod till Rhen i Nordrhein-Westfalen i Tyskland med ett avrinningsområde på 4 890 km². I detta område bor ca 1,9 miljoner människor. Lippes medelvattenföring är 46 m³/s vid mynningen i Rhen.

## Allmänna fakta
Större städer vid floden är Paderborn och Hamm, medelstora städer vid den är Lippstadt, Lünen, Marl, Dorsten och Wesel. Den enda mindre staden vid floden är Bad Lippspringe, där floden rinner upp i en karstkälla inom stadens område. Källan ligger vid västra sidan om bergskedjan Eggegebirge.
Från källan flyter Lippe åt sydväst mot Paderborn, där den förenas med floderna Pader och Alme. Flodfårans lopp har i Paderborn historiskt ändrats och letts in i sjön Lippesee, men 1989 fördes den återigen till sin ursprungliga flodfåra runt sjön.
Efter Paderborn flyter Lippe vidare i västlig riktning och mynnar i Rhen vid den medelstora staden Wesel efter en rad ytterligare tillflöden. Floden har vid källan en höjd på 134 meter över havet och är vid mynningen 20 meter över havet. Höjdskillnaden däremellan (den så kallade fallhöjden) är 114 meter.
Lippes vatten kan inte användas som dricksvatten, eftersom floden innehåller en för hög halt av klorid genom ett visst tillflöde av vatten från en stenkolsgruva.

## Kanaler och en cykelbana längs floden

En karta över Boker-Heide-kanalens sträckning längs Lippe.

Floden är inte farbar med fartyg. Därför löper kanalen Boker-Heide-Kanal parallellt med Lippe från Paderborn till Lippstadt. Denna kanal är ett viktigt tekniskt kulturminnesmärke i Nordrhein-Westfalen, liksom också kanalen Datteln-Hamm-Kanal som löper från Hamm-Uentrop genom Bergkamen och Lünen till Datteln och därifrån till mynningen i kanalen Wesel-Datteln-Kanal.
Längs en stor del av Lippe går cykelvägen Radfernweg Römerroute.

## Bildgalleri

### Källan iBad Lippspringe

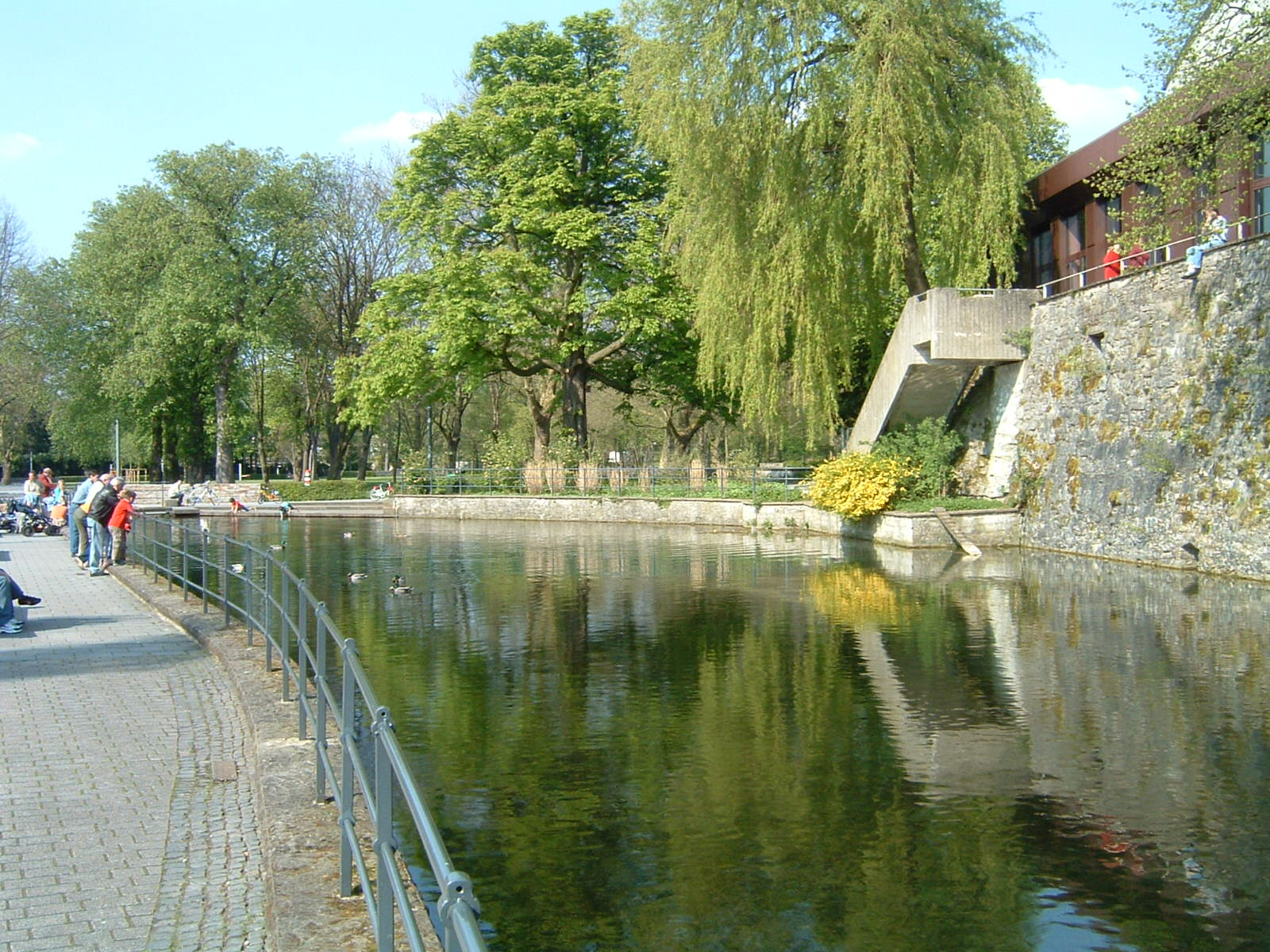
Lippes källa i Bad Lippspringe, till höger skymtar en mur av borgen i staden.
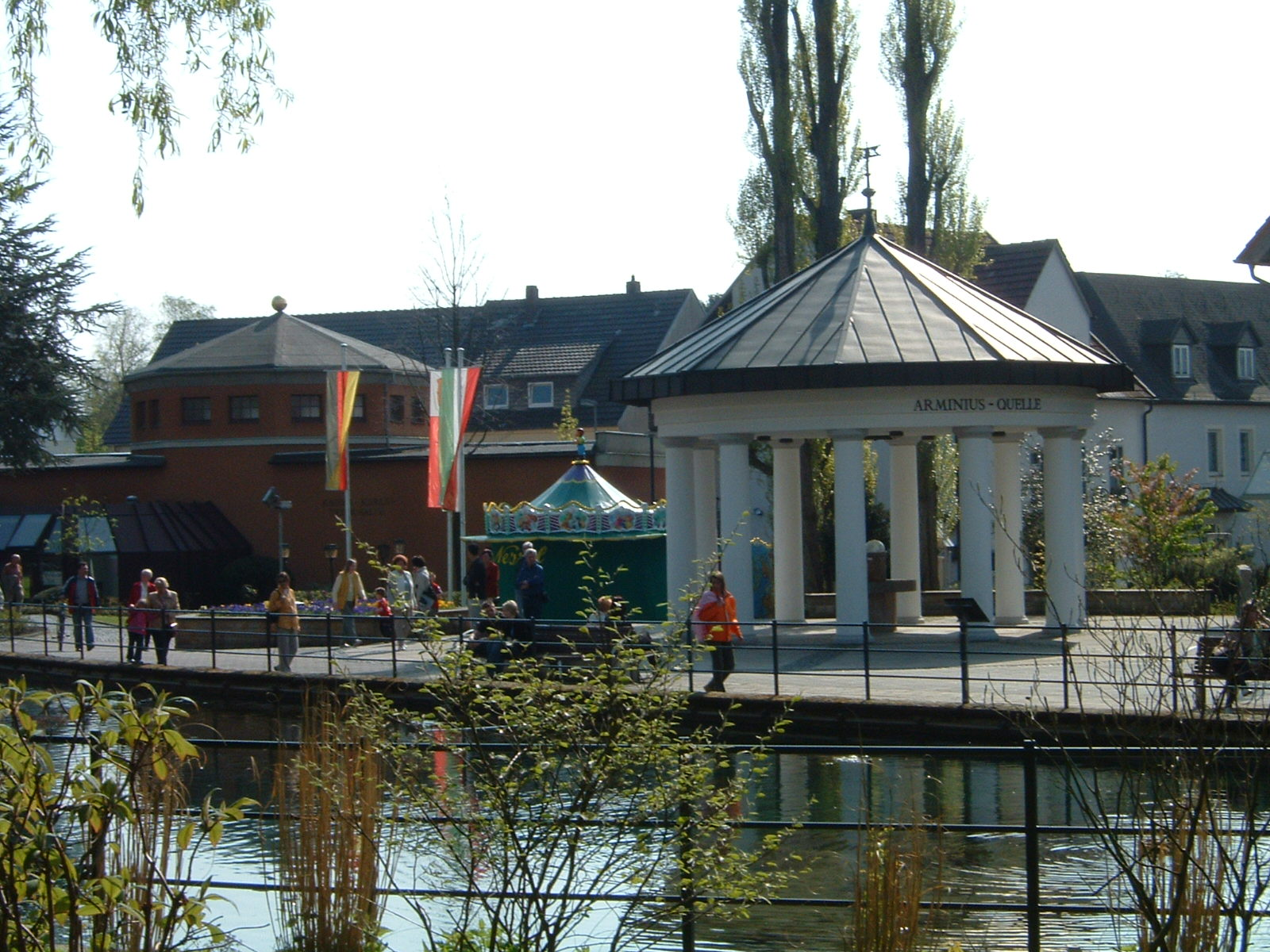
Den så kallade Arminiuskällan (tyska: Arminiusquelle) med Lippes källa i förgrunden.
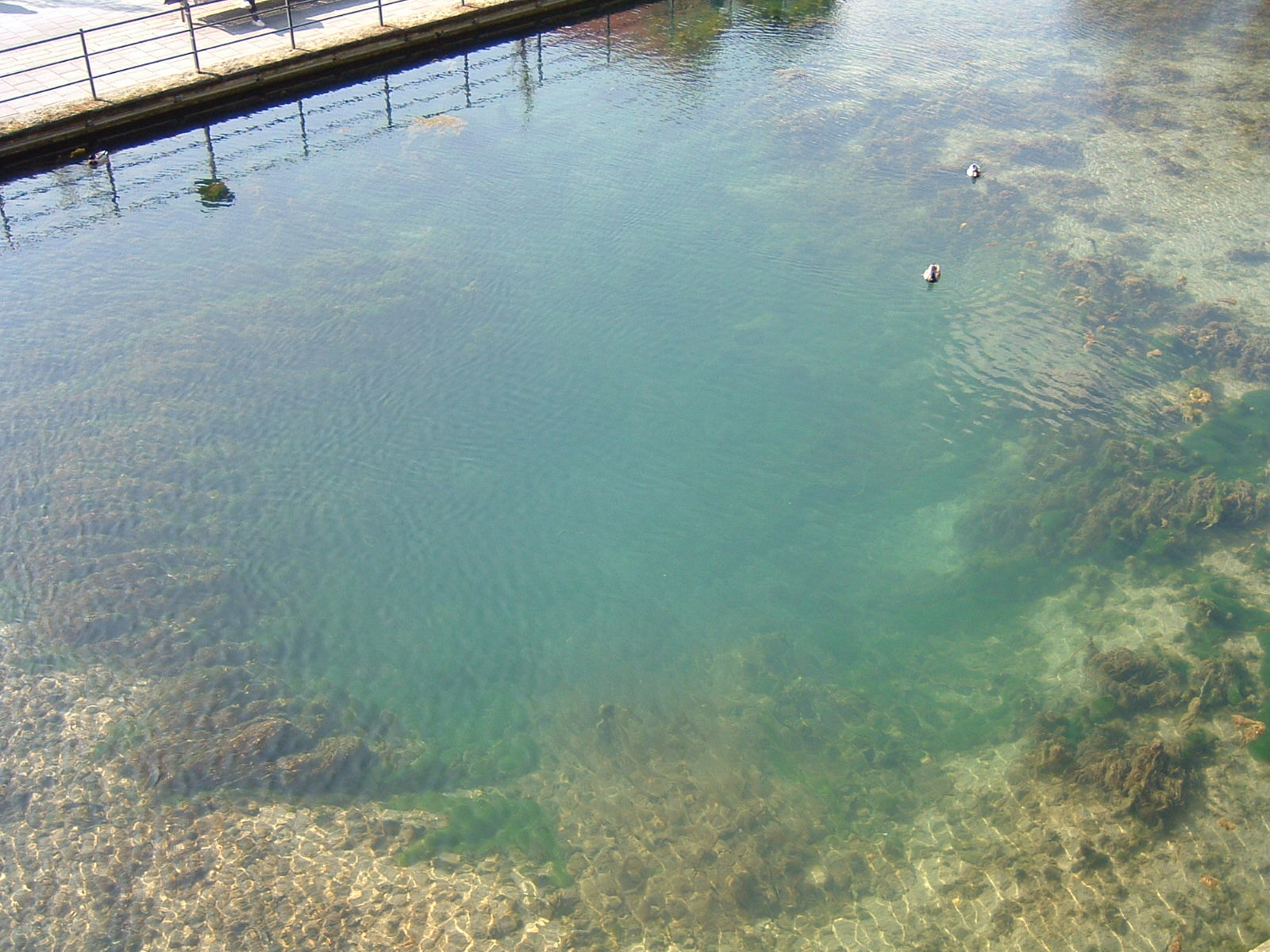
Odins Auge ("Odens öga"), är en märklig sevärdhet i Lippes källa.
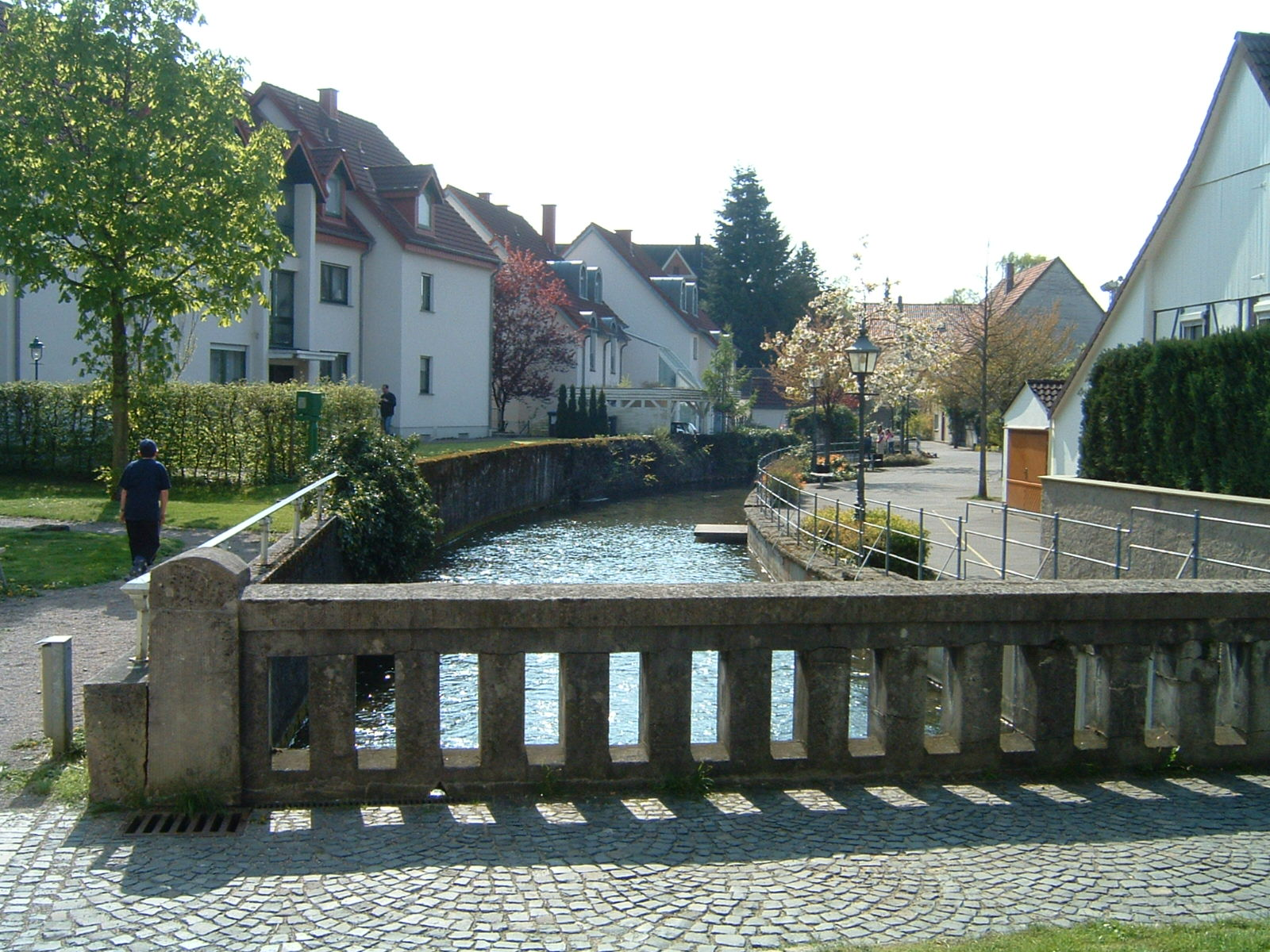
Flodens lopp från källan genom Bad Lippspringe.
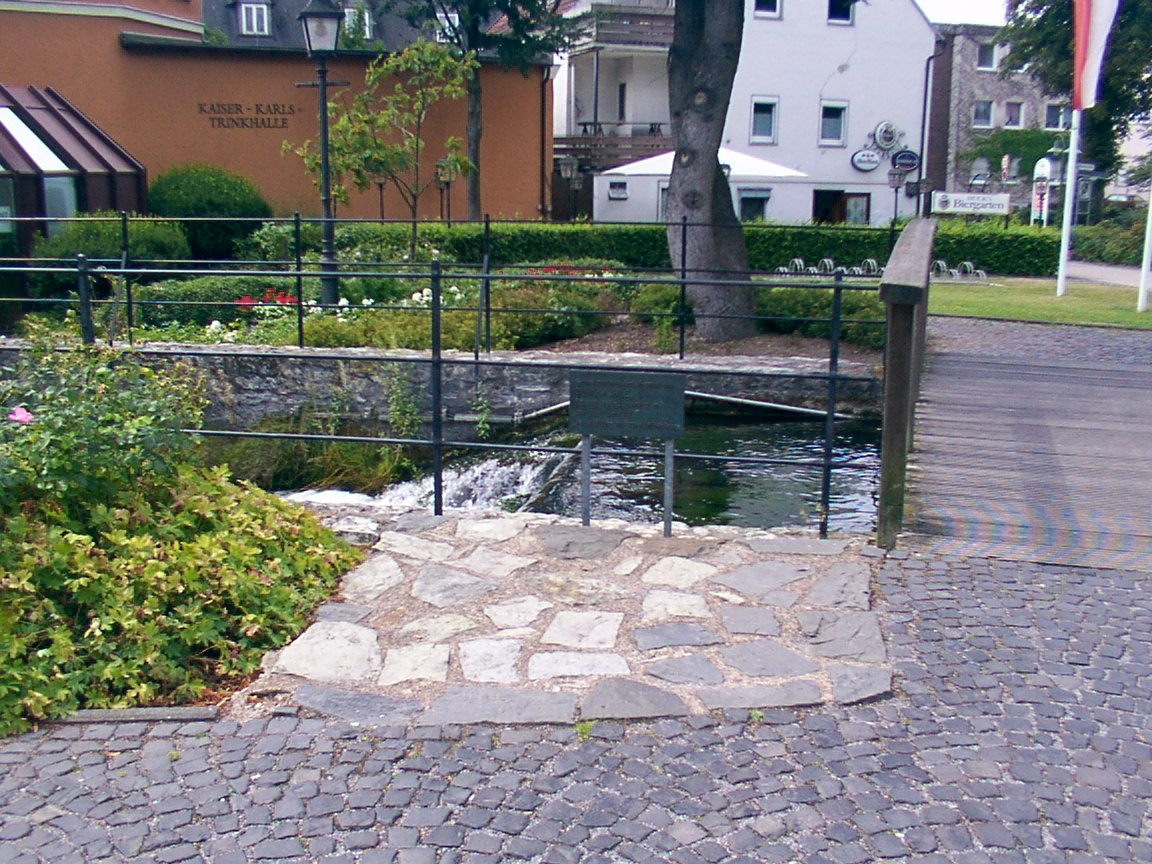
Grundmurarna till en tidigare vattenkvarn, som var en del av en borg i Bad Lippspringe.

### Bilder på flodens lopp efter källan

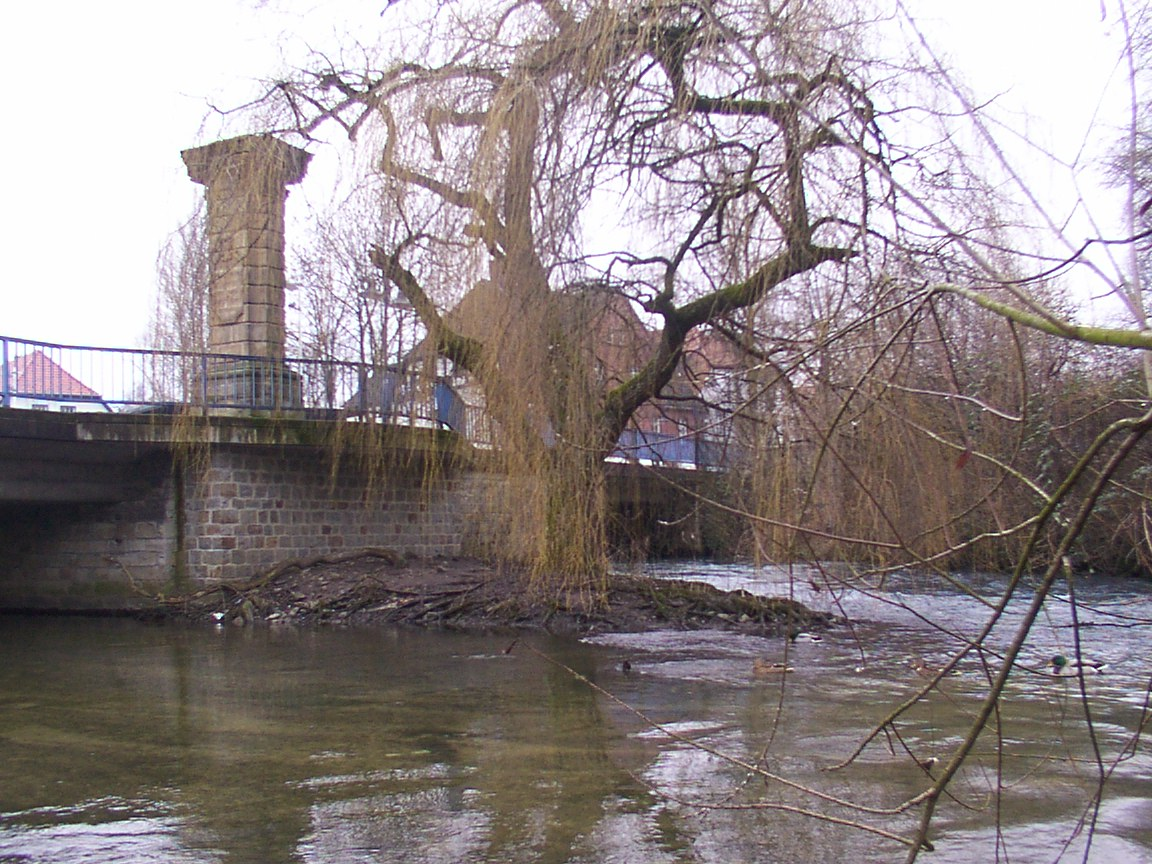
Floden Paders förening med Lippe.
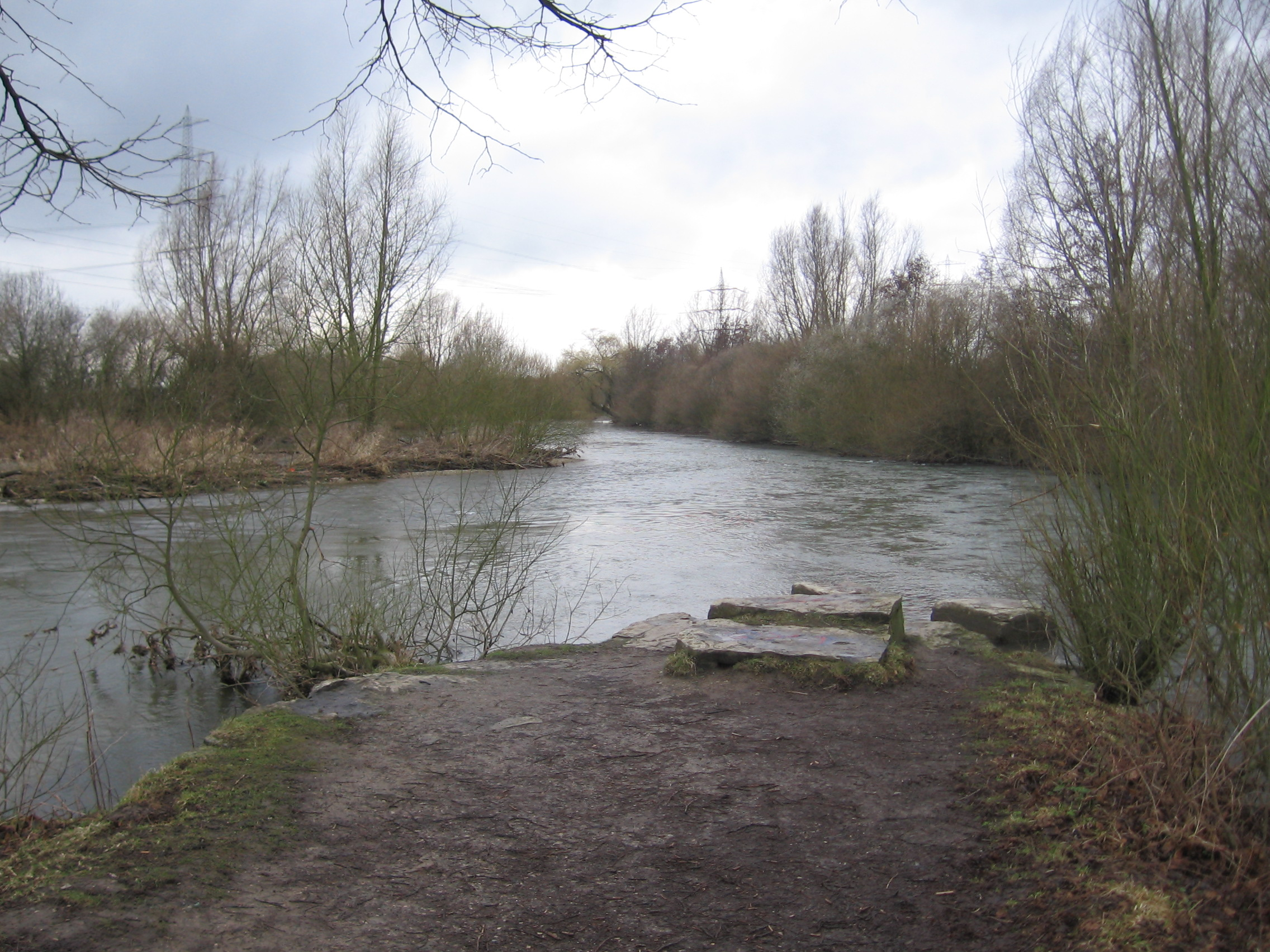
Floden Almes förening med Lippe.
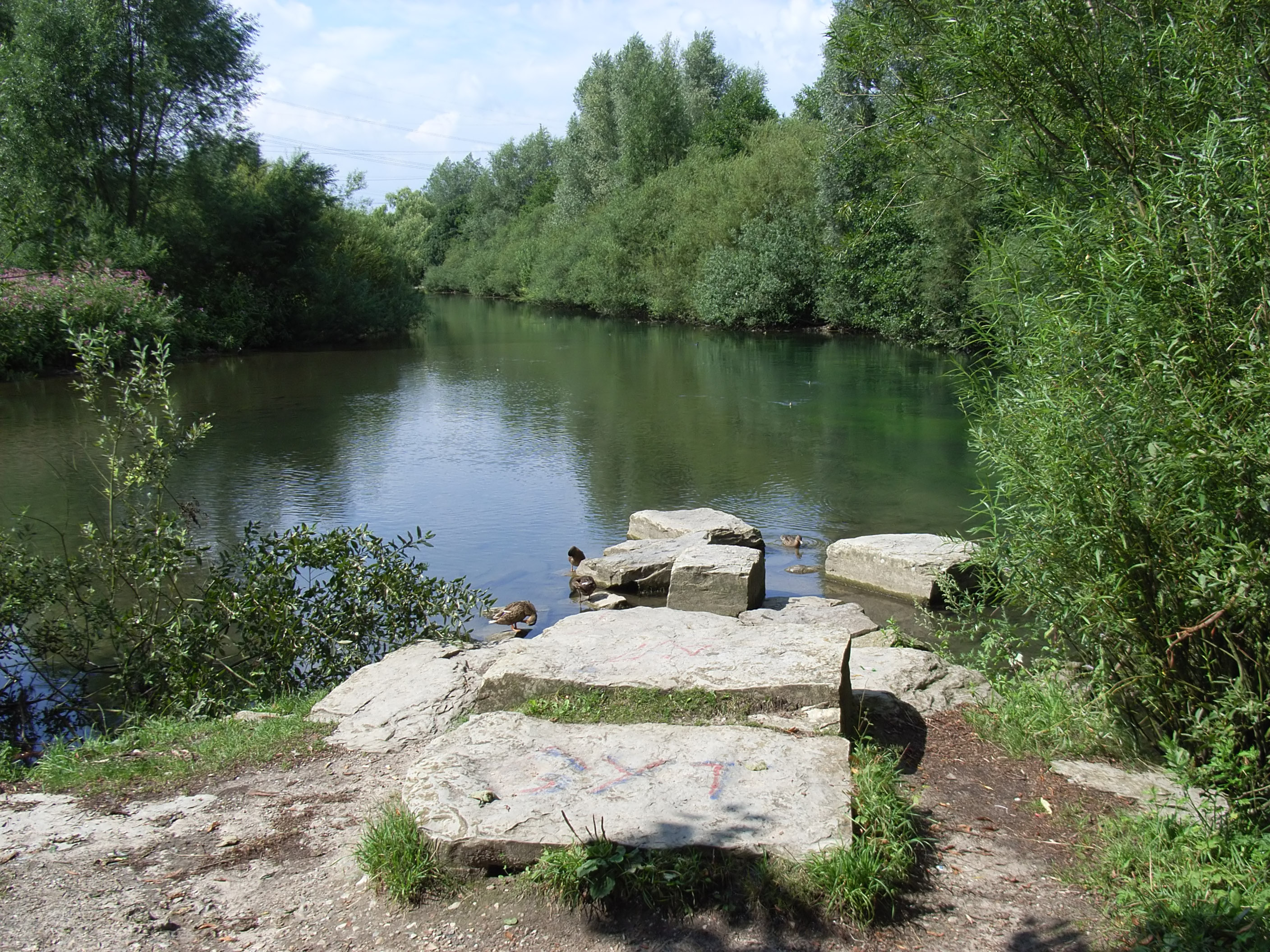
Floden Almes sammanflöde med Lippe.
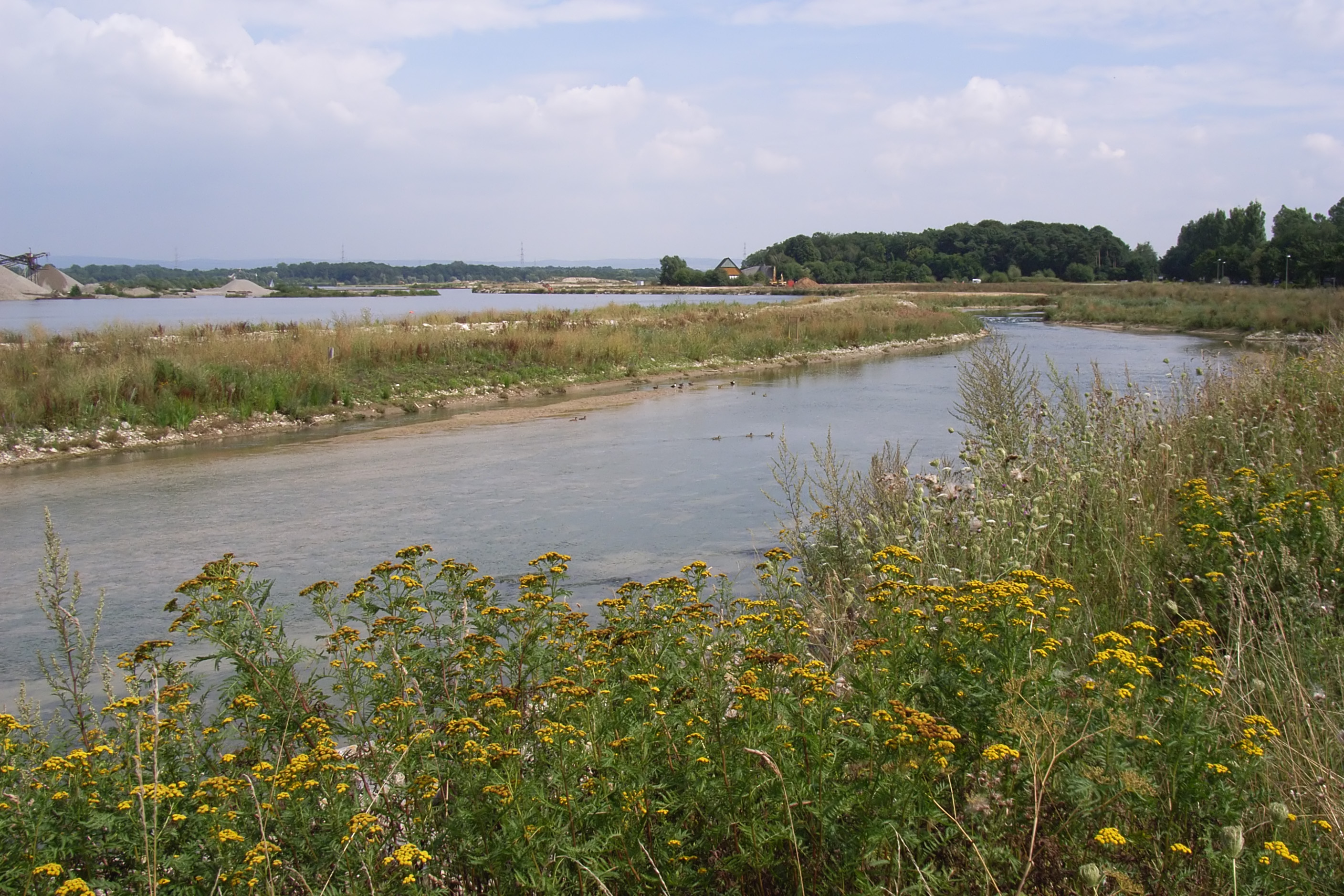
Lippes lopp kring sjön Lippesee sedan 1989.
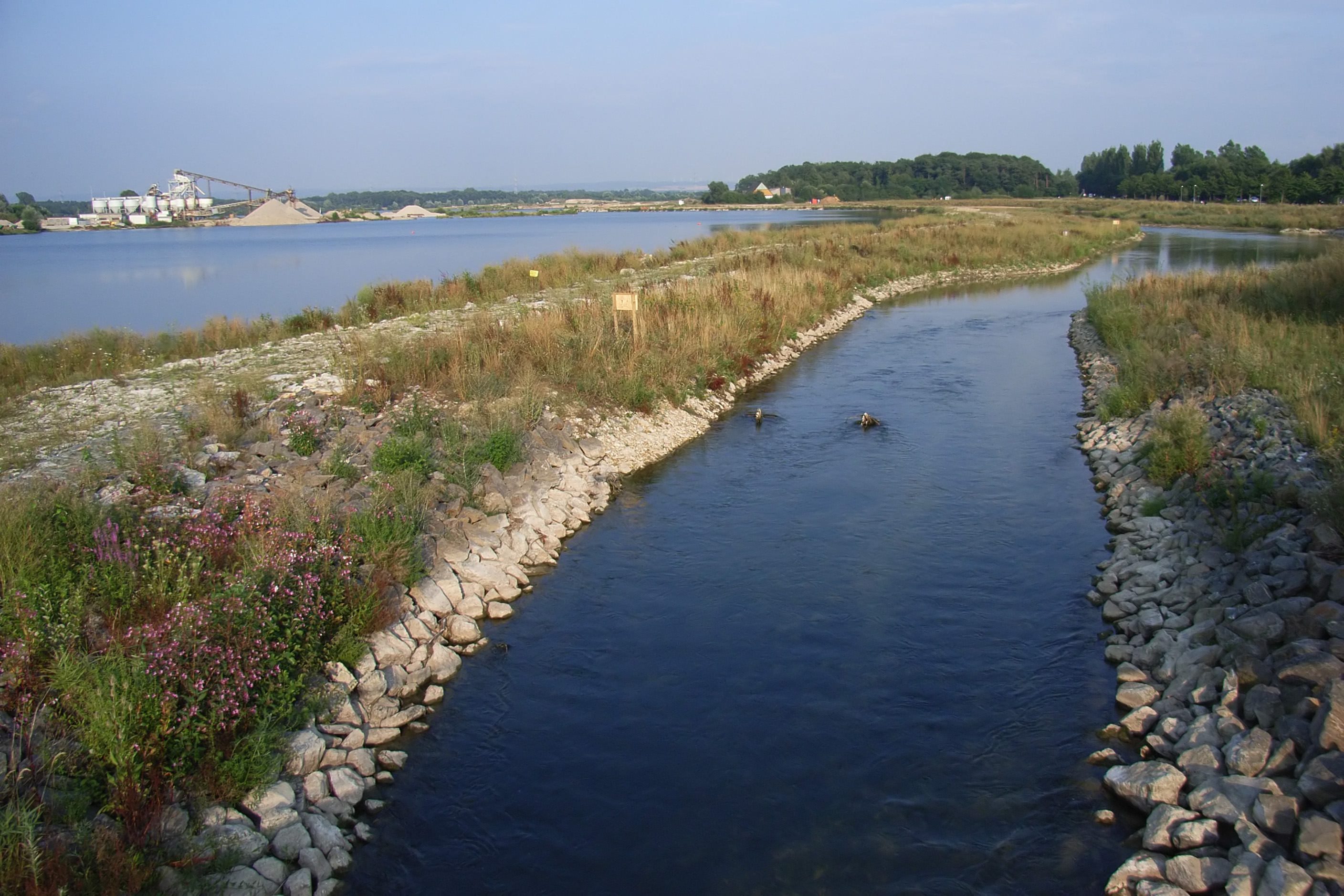
En annan bild på Lippes kringflöde runt sjön Lippesee.
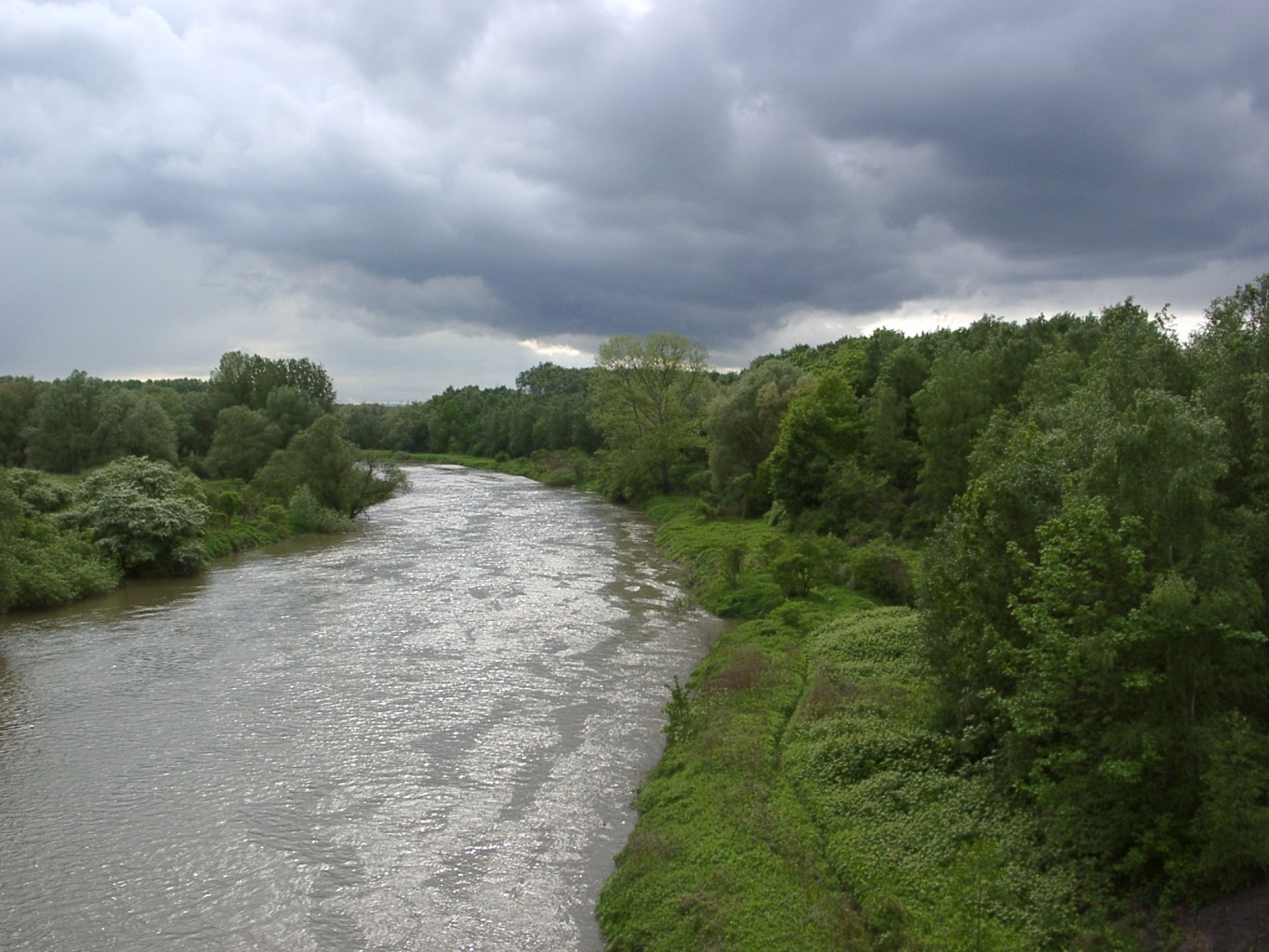
Lippe vid Lünen.
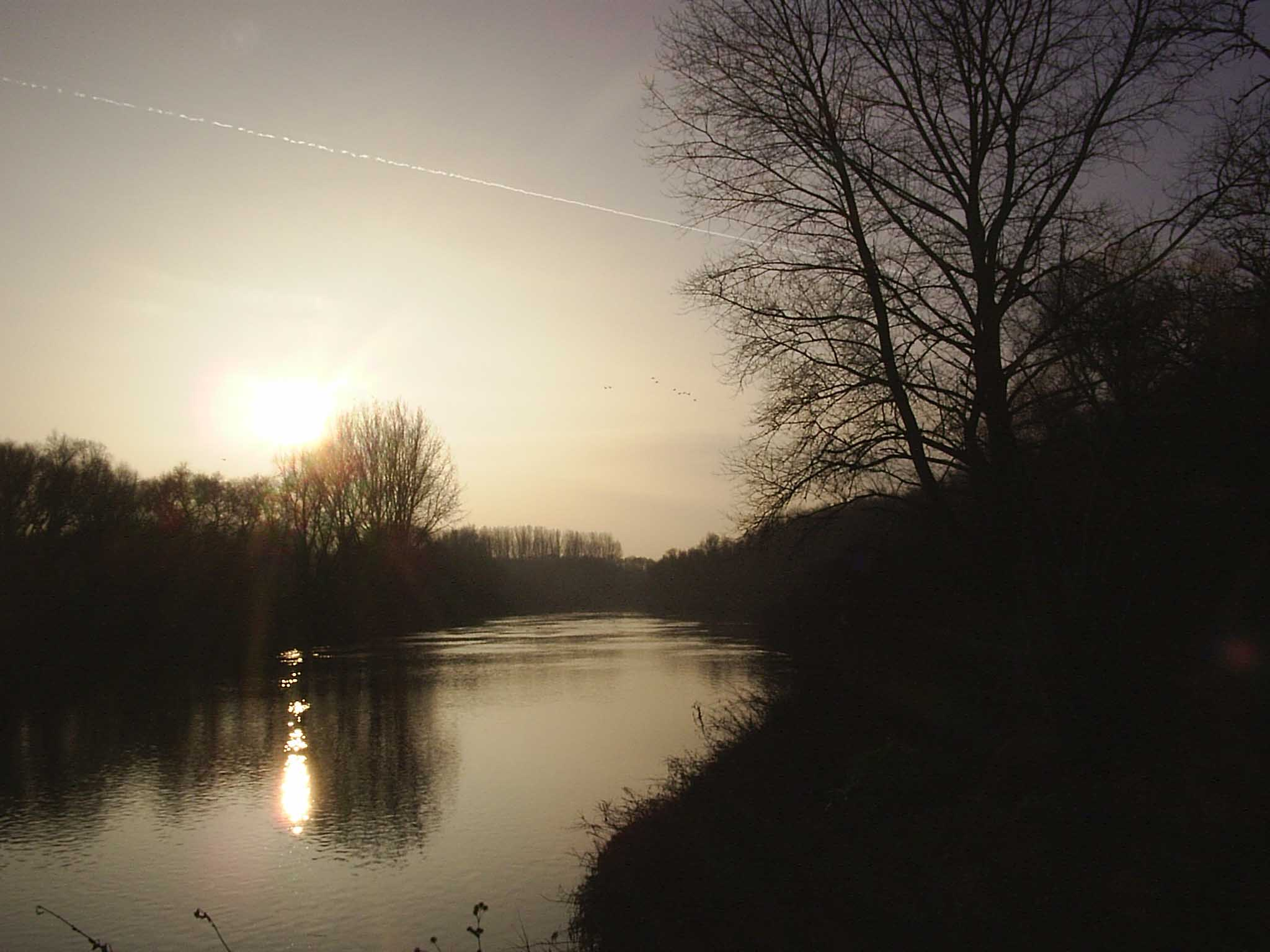
Solnedgång över naturreservatet Lippeauen vid Lünen.
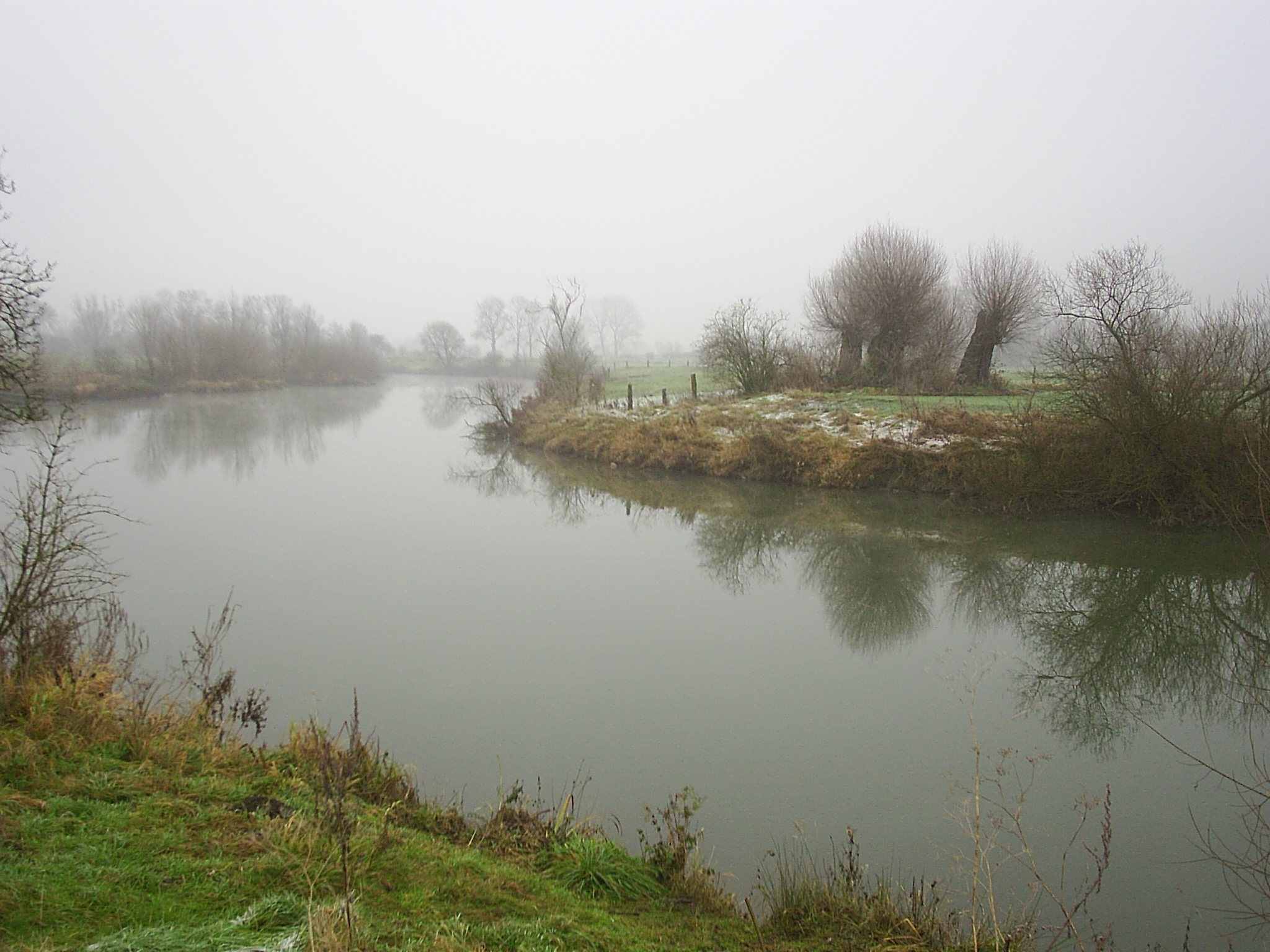
Vinterbilder på träd vid floden.
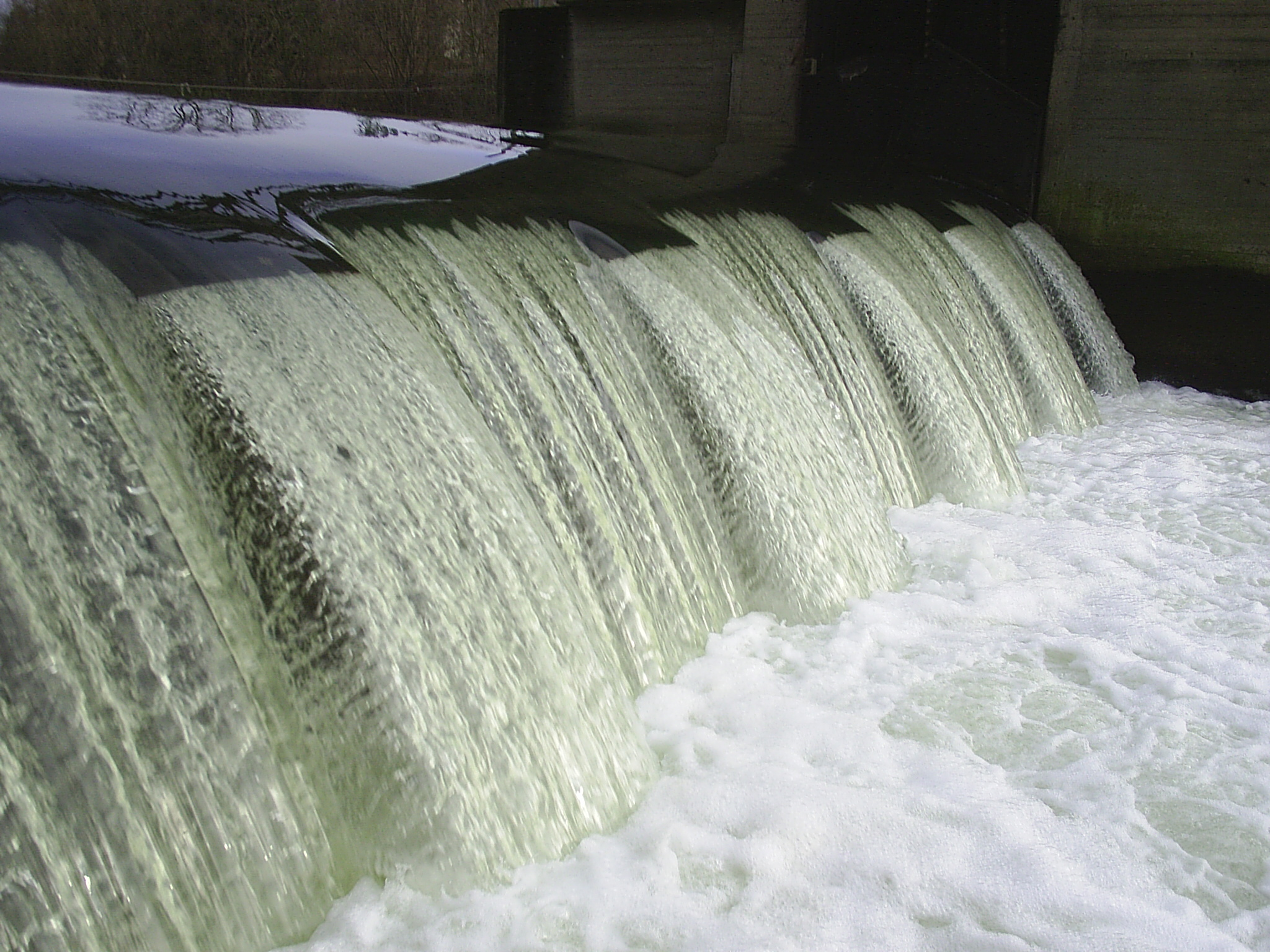
Flodbarriär i Lünen i nämnda naturskyddsområde.
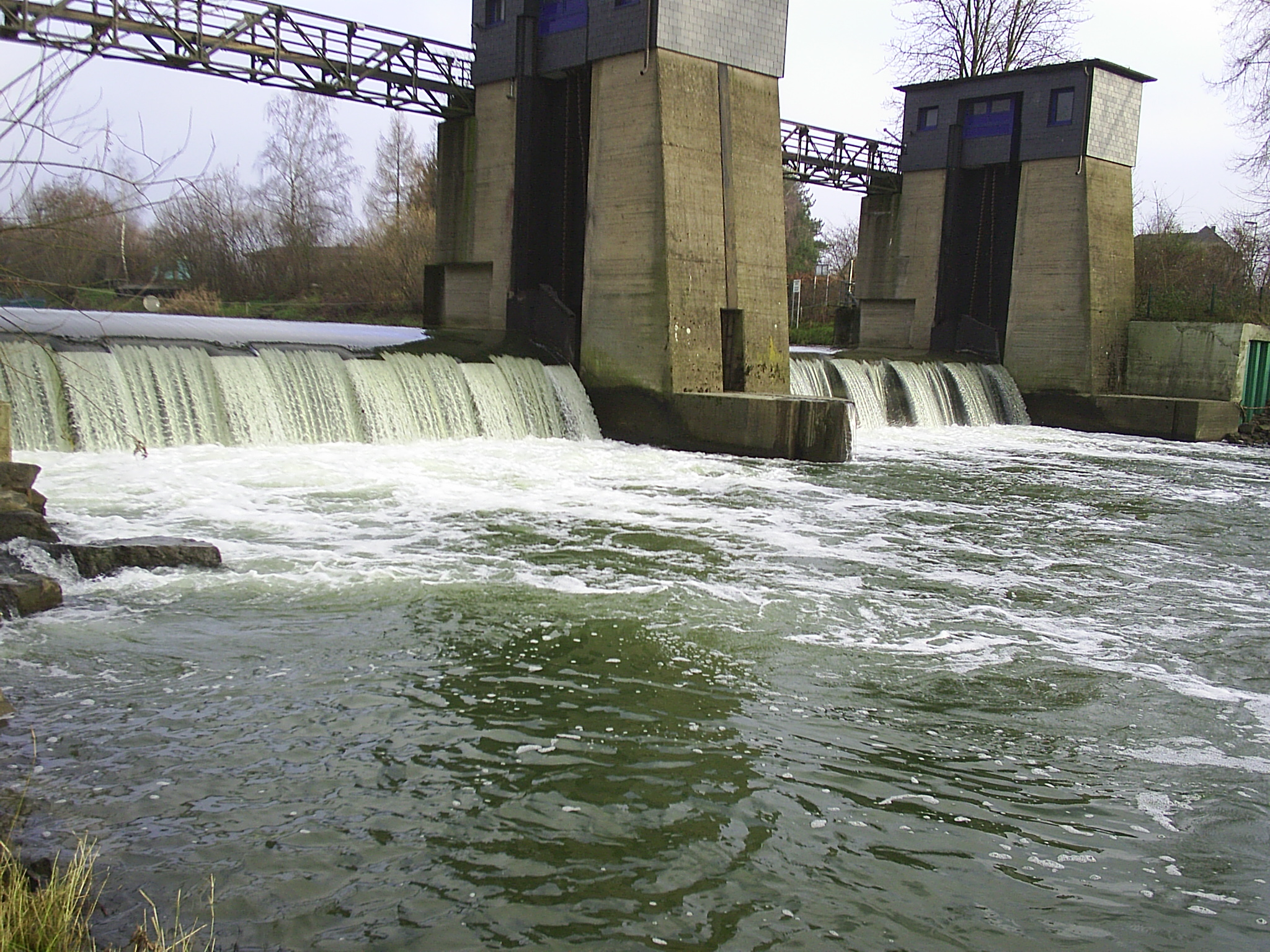
Samma flodbarriär på längre avstånd.
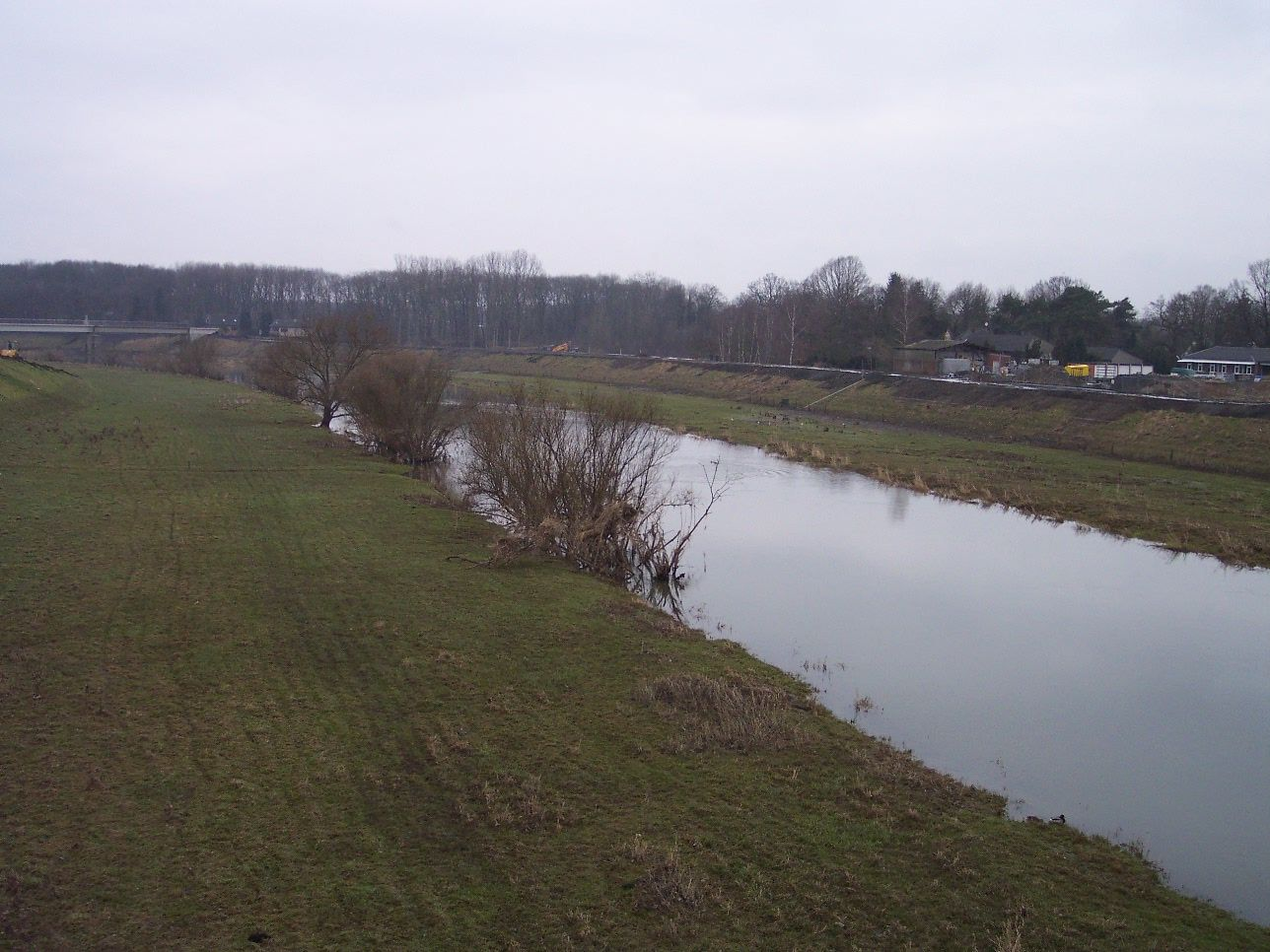
Lippe i Dorsten.

Den här artikeln är helt eller delvis baserad på material från tyskspråkiga Wikipedia.